# 叶尔纳季农村居民点
叶尔纳季农村居民点（俄语：Елнатское сельское поселение）是俄罗斯联邦伊万诺沃州尤里耶韦茨区所属的一个农村居民点。其下辖有45个居民点，行政中心为叶尔纳季。据2016年统计，该农村居民点的人口为1831人。